# Varna (Nueva York)
Varna es un lugar designado por el censo ubicado en el condado de Tompkins en el estado estadounidense de Nueva York. En el Censo de 2020 tenía una población de 767 habitantes y una densidad poblacional de 410,16 habitantes por km². Fue incluido como CDP en el censo de 2020.

## Geografía
Varna se encuentra ubicado en las coordenadas 42°27′18″N 76°26′17″O / 42.45500, -76.43806. Según la Oficina del Censo de los Estados Unidos,  tiene una superficie total de 1,87 km², de la cual 1,85 km² corresponden a tierra firme y 0,02 km² a agua.